# 兒童權利監察使

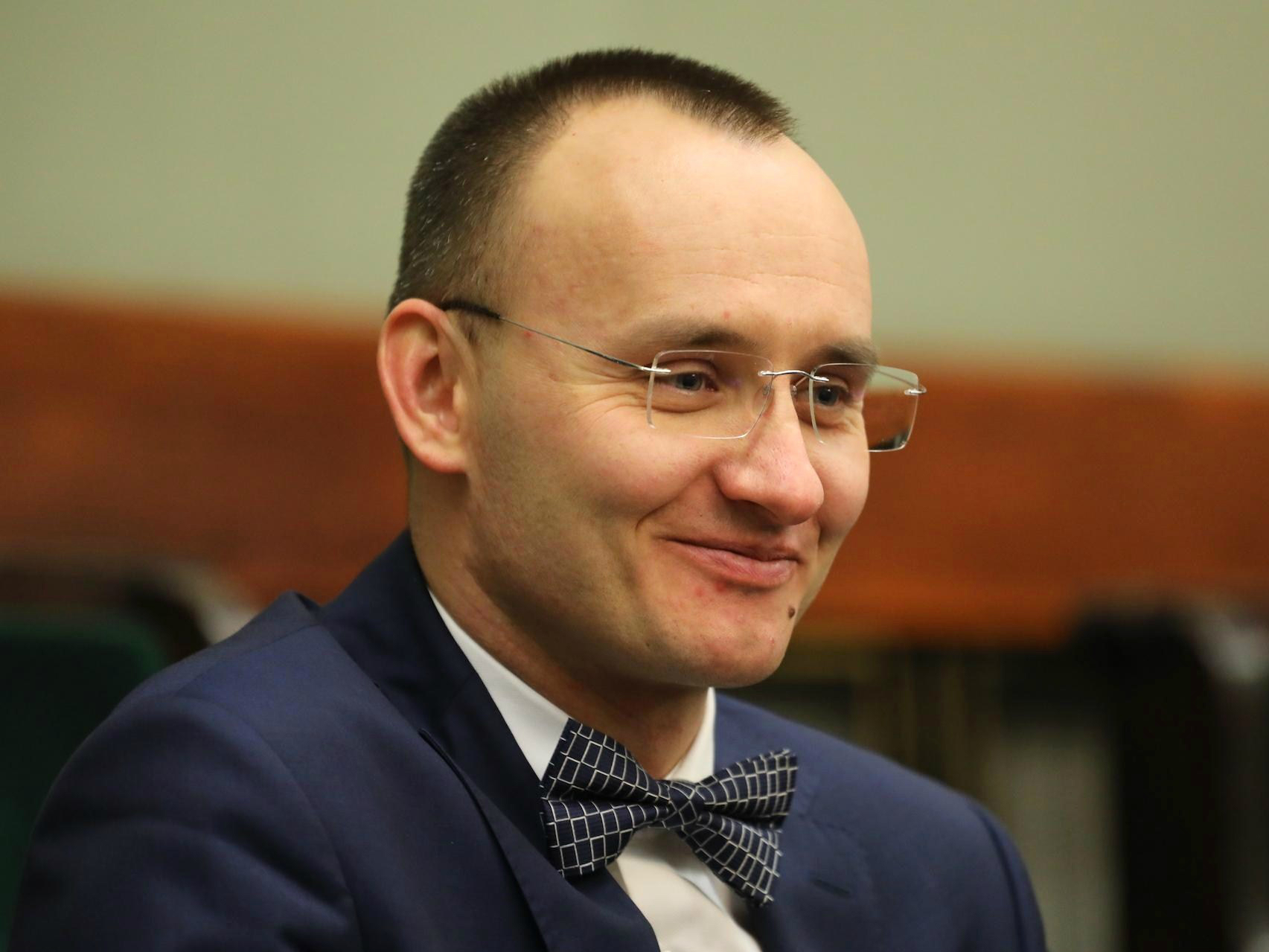
現任兒童權利監察使米科瓦伊·帕夫拉克

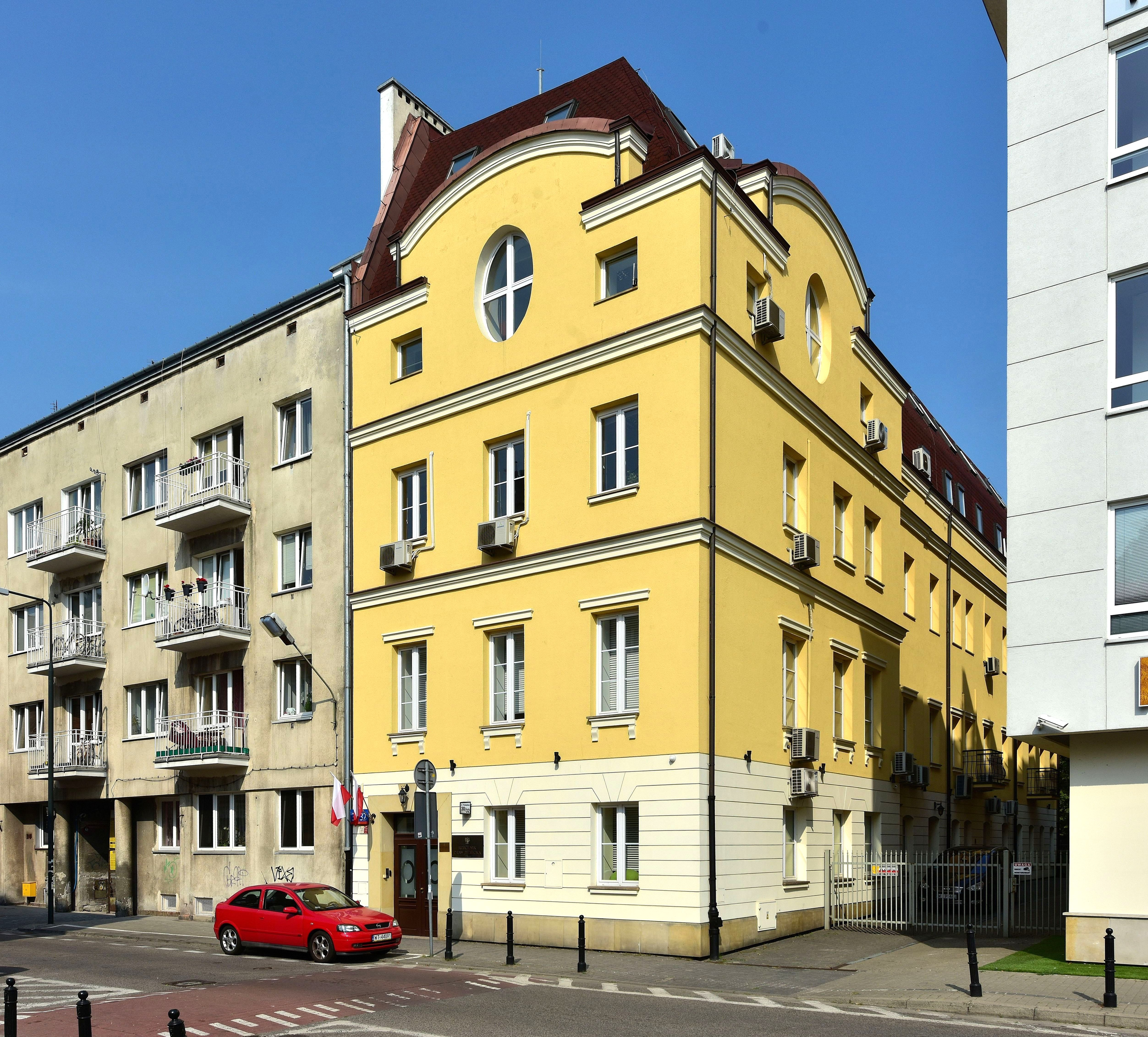
兒童權利監察使辦公室

兒童權利監察使（波蘭語：Rzecznik Praw Dziecka），是波蘭憲法底下的一人機關，其法源依據為1997年頒布的波蘭共和國憲法第72條，首任兒童權利監察使於2000年設立。
監察使負責維護《波蘭共和國憲法》、《兒童權利公約》及其他法規所規範之兒童人權，但尊重父母之責任、權利與義務。監察使行事以兒童權利為準則，而家庭為兒童發展的自然環境之概念，則是其考量之基礎。兒童權利監察使辦公室設於華沙。
2018年12月14日，米科瓦伊·帕夫拉克担任兒童權利監察使。